# Sabak Permai
Sabak Permai is een bestuurslaag in het regentschap Siak van de provincie Riau, Indonesië. Sabak Permai telt 1510 inwoners (volkstelling 2010).